# Paul Cavney
Paul Cavney (* 6. August 1967) ist ein englischer Snookerspieler. 7 Jahre war er zwischen 1991 und 1999 auf der Profitour aktiv.

## Karriere
Schon mit 16 Jahren versuchte Paul Cavney, Snookerprofi zu werden, bei seinen ersten vier Qualifikationsturnieren gab es aber nur Niederlagen. 1986 gewann er dann nicht nur sein erstes Spiel, er überstand vier Runden unter anderem mit einem 4:0-Sieg über Anthony Harris. Er erreichte das Finale und verlor dort gegen Martin Clark. Ein weiteres Mal erreichte er in den folgenden Jahren ein Halbfinale – in dem Turnier besiegte er Darren Morgan –, aber auf die Profitour kam er nicht. 1991 wurden dann aber die Profiturniere für jedermann freigegeben und in der Saison 1991/92 spielte er wie viele andere sein erstes Profijahr. Sein erster Erfolg war das Erreichen der Runde der Letzten 128 beim Classic, nachdem er Altstar Fred Davis mit 5:0 besiegt hatte. Bei den European Open kam er noch eine Runde weiter und am Jahresende stand er auf Platz 170 der Weltrangliste. Allerdings blieb auch in den nächsten beiden Jahren jeweils einmal die Runde der Letzten 96 bei den International Open 1993 und immerhin der Weltmeisterschaft 1994 das beste Ergebnis bei Ranglistenturnieren, weshalb er auf der Stelle trat. Allerdings konnte er 1993/94 schon bei den Turnieren ohne Ranglistenpunkte Fortschritte machen. Bei der Benson & Hedges Championship verlor er erst in der Runde der Letzten 64 gegen Joe Swail, den er dann beim zweiten Turnier der Strachan Challenge besiegte und damit erstmals unter die Letzten 32 eines Profiturniers kam. 
In der Saison 1994/95 kam der Durchbruch dann auch in den Ranglistenturnieren. Nach einem guten Saisonstart erreichte er bei den European Open und gleich anschließend bei den Welsh Open das Hauptturnier der Letzten 64 und besiegte dabei Spieler wie Alex Higgins und Jonathan Birch. Daneben gab es weitere gute Ergebnisse, aber auch einige frühe Niederlagen. Höhepunkt der Spielzeit war aber die Weltmeisterschaft, wo er mit zwei 10:9-Siegen zum dritten Mal unter die Letzten 64 kam, dann Nick Terry mit 10:8 besiegte und danach auch noch mit Neal Foulds erstmals gegen einen Top-32-Spieler gewann. Das Ergebnis lautete 10:9 und damit zog er ins Hauptturnier der Letzten 32 ein. Im Crucible Theatre von Sheffield spielte er allerdings keine gute Partie und lag gegen Tony Drago in der ersten Session schon 0:8 zurück. Den whitewash konnte er zwar verhindern, aber das 2:10 war eine klare Niederlage. Aber am Ende gehörte Cavney zu den Top 128 der Welt. Das Niveau konnte er im Jahr darauf nicht ganz halten, die Runde der Letzten 64 bei den European Open waren sein einziges Topergebnis, aber immerhin etablierte er sich unter den Top 96 und erreichte 1996 mit Platz 94 seine höchste Weltranglistenplatzierung.
In der Saison 1996/97 waren wieder die European Open mit einem Top-64-Ergebnis sein bestes Turnier. Die anderen Turniere verliefen nicht ganz so erfolgreich und so verlor er in der Zweijahreswertung der Weltrangliste gegenüber dem Erfolgsjahr 1994/95 viele Punkte, insbesondere auch durch das Erstrundenaus bei der Weltmeisterschaft. Zusätzlich wurde nach der Saison auch noch das Spielerfeld aufgeteilt in Main Tour und UK Tour, und da er am Ende der Top 128 stand, musste er in die Main-Tour-Qualifikation. Bei den vier Turnieren gelang ihm aber nur ein einziger Sieg, so dass er nur noch die zweitklassige UK Tour spielen konnte. Auch dort gewann er aber nur ein einziges Spiel. Das einzige positive Ergebnis der Saison war das Erreichen der Runde der Letzten 32 bei der Benson & Hedges Championship, einem Turnier ohne die Topspieler. 1998/99 durfte er wieder an den großen Turnieren teilnehmen, aber die Runde der Letzten 96 zum Saisonauftakt beim Grand Prix war auch schon wieder sein bestes Ergebnis. Zum zweiten Mal fiel er von der Profitour und hatte mit 32 Jahren das Ende seiner Profikarriere erreicht. Danach nahm er noch mehrmals an der Weltmeisterschaft teil, die auch Amateuren offenstand. Und ab 2001 meldete er sich auch bei der Challenge Tour an, der Qualifikationsserie für die Main Tour, bei den meisten Turnieren trat er dann aber gar nicht an. Ende der 2010 nahm er noch dreimal an der Vorqualifikation der Weltmeisterschaft teil, verlor aber alle Partien.

## Erfolge
Ranglistenturniere:
- Runde der Letzten 32: Weltmeisterschaft (1995)

Andere Profiturniere:
- Runde der Letzten 32: Strachan Challenge (1994 – Event 2), Benson & Hedges Championship (1997)

Qualifikationsturniere:
- Finale: WPBSA Pro Ticket Series (1986 – Event 3)
- Halbfinale: WPBSA Pro Ticket Series (1987 – Event 4)